# Akrahreppur
Akrahreppur – gmina w północnej Islandii, w regionie Norðurland vestra, rozciągająca się lodowca Hofsjökull aż po okolice fiordu Skagafjörður (jednak bez dostępu do morza). Swoim obszarem gmina pokrywa się z wschodnią częścią dorzecza rzeki Héraðsvötn (poza odcinkiem ujściowym) oraz jej dopływu Austari-Jökulsá. Obejmuje w większości górzyste (do 1200–1300 m n.p.m.) i słabo zaludnione obszary. Łącznie gminę zamieszkuje blisko 200 osób. Brak jest znaczących skupisk ludności. 

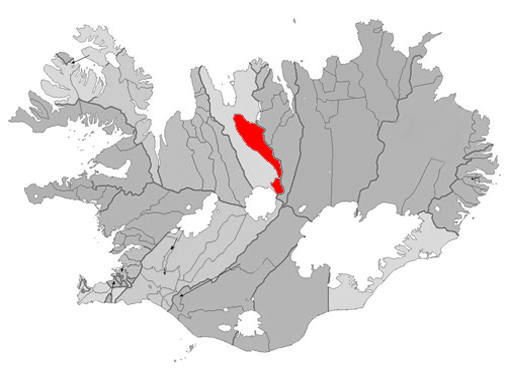
Położenie gminy Akrahreppur na mapie administracyjnej kraju